# Paolo Aleandri
Paolo Aleandri (Poggio Mirteto, 22 maggio 1955) è un collaboratore di giustizia ed ex terrorista italiano e tra i fondatori del movimento di estrema destra Costruiamo l'azione.

## Biografia

### La militanza in Costruiamo l'azione
Esponente di Ordine Nero negli anni '70, Aleandri fu tra i fondatori del gruppo neofascista Costruiamo l'azione, movimento radunatosi attorno all'omonima rivista in cui militavano anche Fabio De Felice, Paolo Signorelli, Massimiliano Fachini, Sergio Calore ed il criminologo nero Aldo Semerari.
Durante l'estate del 1978, Semerari organizzò una serie di incontri politici nella villa di De Felice a Poggio Catino (RI) a cui parteciparono anche alcuni componenti della Banda della Magliana, introdotti proprio da Aleandri e in cui il criminologo ha modo di illustrare la sua strategia eversiva basata sulla collaborazione tra estremismo di destra e malavita comune.

### Il sequestro
Nell'agosto del 1979 Aleandri, che poco tempo prima aveva ricevuto in custodia un "borsone" di armi provenienti dall'arsenale della Banda della Magliana, venne rapito dagli uomini dell'organizzazione capitolina per la mancata restituzione delle stesse. Il "borsone", che in gergo malavitoso indica una certa quantità di armi, si componeva di un mitra di fabbricazione cecoslovacca, di un fucile, di alcune pistole e rivoltelle e di un paio di bombe a mano modello SRCM.
(Interrogatorio di Paolo Aleandri del 7 gennaio 1988)
Nell'interrogatorio del 3 dicembre 1992, il boss pentito della Banda, Maurizio Abbatino, riferì circa le modalità del sequestro:
(Interrogatorio di Maurizio Abbatino dell'8 agosto 1990)
Aleandri venne tenuto prigioniero in un covo di Acilia per diversi giorni, sotto la minaccia di morte e prima di essere rilasciato grazie all'intervento di suoi amici camerati, tra cui Massimo Carminati.
(Interrogatorio di Maurizio Abbatino dell'8 agosto 1990)
Tra le armi scambiate vi erano anche due Mab modificati artigianalmente, con un calcio corto che permetteva l'impugnatura manuale. Uno sarà poi ritrovato il 13.1.1981 sul treno Taranto-Milano, nel depistaggio legato alla strage alla stazione ferroviaria di Bologna (il dossier denominato "Terrore sui treni") ordito da parte di alcuni vertici dei servizi segreti del SISMI. L'altro Mab verrà rinvenuto nel deposito di armi della Banda, all'interno del ministero della Sanità.

### Il pentimento
Arrestato, nell'agosto del 1981, dopo un paio di mesi Aleandri iniziò il suo percorso di collaborazione con la magistratura deponendo in diversi procedimenti come, ad esempio, quello relativo alla strage alla stazione di Bologna dove le sue dichiarazioni, unite a quelle di un altro collaboratore di giustizia, l'ex estremista nero Sergio Calore, furono alla base dell'iniziale schema dell'accusa in merito al livello intermedio fra i mandanti della strage e i suoi esecutori e all'esplosivo utilizzato nell'attentato stesso.
Secondo i due pentiti, infatti, alcuni ex membri del gruppo veneto di Ordine Nuovo (fra i quali Massimiliano Fachini e Roberto Rinani) avrebbero recuperato una notevole quantità di esplosivo proveniente da residuati bellici per poi inviarlo alla struttura romana del movimento per il successivo utilizzo in alcuni attentati e nella stessa strage di Bologna. Le loro dichiarazioni non vennero però giudicate sufficienti e gli esponenti della cellula veneta vennero così assolti, lasciando il quesito della provenienza e della fornitura dell'esplosivo aperto e irrisolto.
Aleandri nell'ottobre del 1988, durante la sua testimonianza nell'aula bunker del Foto Italico nel corso del processo a 149 terroristi neri, rivelò di aver progettato il sequestro di Licio Gelli nell'inverno del 1978 insieme a Calore e a Bruno Mariani. Confermando i suoi contatti con Gelli all'Hotel Excelsior di Roma, voluti dal professor Fabio De Felice, aggiunse: 